# Паштіна Завада
Паштіна Завада (словац. Paština Závada) — село, громада округу Жиліна, Жилінський край, регіон Бескиди. Кадастрова площа громади — 7,33 км².
Населення 232 особи (станом на 31 грудня 2017 року).

## Географія
Протікає Завадський потік.

## Історія
Паштіна Завада згадується 1402 року.

## Населення
| Рік:            | 1994. | 2004.    | 2014.    | 2024.    |
| --------------- | ----- | -------- | -------- | -------- |
| Кількість осіб: | 214   | 257      | 224      | 260      |
| Різниця:        |       | +20,09 % | -12,84 % | +16,07 % |

| Рік:            | 2023. | 2024.   |
| --------------- | ----- | ------- |
| Кількість осіб: | 259   | 260     |
| Різниця:        |       | +0,38 % |